# Ingrisma hainanica
Ingrisma hainanica är en skalbaggsart som beskrevs av Jan Krikken 1984. Ingrisma hainanica ingår i släktet Ingrisma och familjen Cetoniidae. Inga underarter finns listade i Catalogue of Life.